# Розумний макет
Розумний макет (англ. A Clever Dummy) — американська короткометражна комедія режисера Ферріса Гартмана 1917 року.

## Сюжет
Винахідник манекенів Семюел Тінкер розробив новий в натуральну величину механічний манекен. Він і його партнер, Пітер Клей, змоделювали манекен з прибиральника, який працює в їхньому будинку.

## У ролях
- Бен Терпін — романтичний двірник
- Честер Конклін — грайливий чоловік
- Воллес Бірі — Патрік Коен — менеджер
- Хуаніта Гансен — леді
- Клер Андерсон — дочка Тінкера
- Джеймс Доннеллі — Семюел Тінкер
- Джеймс Делано — Кларенс — його партнер
- Джозеф Белмонт — лисий Чоловік в аудиторії
- Роберт Міллікен — церемоніймейстер
- Марвел Рі — незначна роль
- Єва Тетчер — жінка в аудиторії